# 狭叶曲柄藓
狭叶曲柄藓（学名：Campylopus subulatus）为曲尾藓科曲柄藓属下的一个种。

## 扩展阅读
- 維基物種上的相關：狭叶曲柄藓